# Гарбарчук Тарас Анатолійович
Тара́с Анато́лійович Гарбарчу́к (нар. 14 вересня 1995 — пом. 29 січня 2015) — старший солдат Збройних сил України, учасники російсько-української війни.

## Життєвий шлях
Проживав у Гощі. Мобілізований, механік-водій, 30-та окрема механізована бригада.
29 січня 2015-го зник безвісти під час прямого влучання в танк у Вуглегірську (на вулиці Некрасова). Також вважаються зниклими безвісти молодший сержант Олександр Шахрай — командир танка, старший солдат Микола Хоречко — навідник.
Вважався зниклим безвісти, однак нагороджений посмертно.
У липні 2015-го експедиція ВГО «Союз. Народна пам'ять» провела пошук на місці розбитого танка.
Рішенням суду від 10 грудня 2015-го Гарбарчука Тараса Анатолійовича оголошено померлим.

## Нагороди та вшанування
- Указом Президента України № 282/2015 від 23 травня 2015 року, «за особисту мужність і високий професіоналізм, виявлені у захисті державного суверенітету та територіальної цілісності України, вірність військовій присязі», нагороджений орденом «За мужність» III ступеня (посмертно)[1].
- 23 серпня 2020 року на фасаді Гощанської ЗОШ I—III ступенів, де навчався Тарас у 2002—2013 роках, йому відкрито меморіальну дошку[2].
- Вшановується в меморіальному комплексі «Зала пам'яті», в щоденному ранковому церемоніалі 29 січня[3][4].